# Christian Hennion
Christian Hennion, né en 1949 et mort le 24 août 1999, est un journaliste, militant LGBT et pédophile français.

## Biographie
Christian Hennion naît en 1949. Abandonné très tôt par sa mère biologique, il fait un passage à la DDASS et entre ensuite dans une famille d'adoption.  
Il exerce successivement les métiers d'éducateur, d'instituteur et enfin d'infirmier à la clinique Laborde. 
En 1968, il organise la défense des Katangais. Il est aussi le fondateur et gérant d'une buvette appelée Buvette du Ve. Il co-fonde également le FHAR, dans lequel il milite activement.
En 1975, il entre au journal Libération à la demande de Serge July, où il lance la rubrique Fragrants Délits, qui relate les affaires de la 23e chambre correctionnelle de Paris.
Il est signataire en 1977 de la pétition défendant la décriminalisation des relations sexuelles entre adultes et adolescents ou enfants publiée dans Le Monde et le lendemain dans Libération.
Il meurt le 24 août 1999 d'une attaque cérébrale consécutive à une opération d'un cancer du poumon.

## Pédophilie
Le 28 février 1997, il est arrêté au Cambodge par Interpol pour des actes pédocriminels sur des enfants de 12 à 14 ans. Il écope de 5 mois de prison pour avoir payé des enfants de 12 et 14 ans pour avoir des relations sexuelles orales. En outre, on retrouve à son domicile des centaines de photographies d'enfants dénudés.
En 2009, son « fils adoptif » Franck Demules décrit dans son livre Un petit tour en enfer avoir été abusé sexuellement entre 1977 et 1986 (de ses 10 ans à ses 18 ans) par Christian Hennion. En outre, le journal Libération confirme dans un article de vérification des faits en 2020 avoir employé et protégé Christian Hennion pendant ses années à Libération,, le média citant une journaliste historique : « On était tous plus ou moins au courant, mais on n'a rien fait ». Frank Demules reprochera aux journalistes de l'époque de n’avoir pas cherché à en savoir plus sur sa relation avec Christian Hennion.